# Stazione di Voorhout
Voorhout, è una stazione ferroviaria secondaria nella località di Voorhout, Paesi Bassi. È una stazione passante di superficie a due binari sulla linea ferroviaria Amsterdam-Rotterdam.